# Bombus perezi
Bombus perezi là một loài Hymenoptera trong họ Apidae. Loài này được Schulthess-Rechberg mô tả khoa học năm 1886.